# Тетрадрахма
Тетрадрахмата (на гръцки: τετράδραχμον, „четворна драхма“) е древногръцка сребърна монета от почти чисто сребро, равняваща се на четири драхми. Теоретичното тегло на тетрадрахмата в Класическия период (например по времето на Филип II и Александър Велики) е 16 грама.
Много от оцелелите монети от този тип са изсечени от полиса Атина около средата на 5 век пр.н.е. в сребърни рудници, които са били негова държавна собственост. Атинската тетрадрахма е отпечатвана с главата на богинята Атина на лицевата страна, а на обратната - с бухал (или по-скоро сова) с клонче от маслина и полумесец на Луната. Птицата символизира атинския полис, а богинята е смятана за покровителка на града, заедно с бог Посейдон.